# Tucunduva
Tucunduva este un oraș în Rio Grande do Sul (RS), Brazilia.